# 招商永隆銀行
招商永隆銀行是香港一间華資銀行，前身为1933年创立的永隆銀號，后更名为永隆银行。永隆银行於2008年被招商银行并购，成為招商銀行全資附屬子公司。2018年10月1日，永隆銀行正式更名為招商永隆銀行。

## 歷史
永隆於1933年2月25日在香港文咸東街37號開業，定名永隆銀號，資本港幣44,500港元，經營找換、匯兌、存款、各埠來往、代客買賣股票、黃金及國內公債等業務，成績按年遞增。
1937年，為擴充營業，遷至香港皇后大道中112號。
1941年，太平洋戰爭爆發，香港淪陷。永隆轉往澳門繼續經營銀業，及在廣西柳州設立「永隆金號」。
1945年，戰事結束，回港復業。
1952年，开始經營押匯業務；同年舊總行行址重建落成。
1956年，註冊為有限公司。由於業務發展，職員增多，原有行址已不敷用，乃將預置的右鄰和店後舖位重建，擴大營業。
1960年，中文名稱由「永隆銀號有限公司」改稱「永隆銀行有限公司」。
1965年，為配合業務發展，將原總行行址作第3次重建。
1973年，位於德輔道中連貫干諾道中之總行新大廈落成，適值该行成立40周年。總行大廈樓高300呎，共25層，總面積145,000餘呎。是年改為公共有限公司。渣打銀行加入為该行成為股東。
1975年，另一物業——旺角彌敦道之銀行中心亦告落成，大廈樓高300呎，共25層，總面積245,000餘呎，同時設「旺角分行」於該大廈。該行亦於是年開始使用電腦處理存款業務，初期主機附搭電腦公司，至1981年自行設立電腦中心，陸續將各項業務電腦化。
1980年初，本行股份上市（上市編號096），將25%股份公開發售與社會人士，並在香港證券交易所掛牌買賣。
1982年，聯同另外4間華資銀行組成銀聯通寶有限公司，向客戶提供自動櫃員機服務。
1984年，在美國洛杉矶開設首家海外分行。
1986年，全資附屬之永隆保險有限公司獲政府授權經營保險業務。
1987年，渣打銀行將所持10%的永隆银行股權轉讓與伍氏家族控制之公司。同年成立康令有限公司（其後改名為永隆證券有限公司），向客戶提供證券投資服務。
1992年，新加坡發展銀行從伍氏家族控制之公司承讓百分之十本行股權，加入為股東。
1994年，在廣州市設立代表處，為永隆银行在中國內地首個業務據點。
1995年，開始經營信用卡。
1996年，成立服務後勤中心，將各部及各分行多項業務工序集中在該中心處理。同年增設開曼群島分行，向客戶提供離岸銀行服務。
1998年，透過全資附屬之永隆財務有限公司經營租購貸款業務。同年推出「永隆網上銀行」，利用互聯網向客戶提供自動化服務。
1999年，在上海市設立代表處。同年，永隆银行聯同多家银行組成銀聯信託有限公司，開拓強制性公積金服務。並推出電子證券交易系統「永隆電話買賣證券」及「永隆網上買賣證券」服務。
2000年，與同業組成銀和再保險有限公司及香港人壽保險有限公司，進一步拓展保險業務。
2004年，永隆银行成为首家獲中國銀行業監督管理委員會批准在內地設立分行的香港銀行。同年，永隆银行深圳分行成立，開辦人民幣業務，成为該行首家中国内地分行。主要股東伍絜宜有限公司購回星展銀行所持10%本行股權。
2008年，大股東伍宜孫家族向招商銀行以193億港元出售所持有的53.12%永隆銀行權益。伍氏家族伍步高、伍步剛及伍步謙分別辭任公司董事長、副董事長及行政總裁職務，但續留任為非執行董事。永隆銀行委任朱琦、馬蔚華及張光華為新行政總裁、董事長及副董事長。
2009年，招商銀行完成強制性收購永隆銀行餘下股份後，永隆銀行撤銷上市地位。
2011年4月，永隆銀行推出「紅酒貸款」服務，以配合當時香港成為全球紅酒交易和拍賣中心的發展。
2011年10月，永隆銀行推出小微企業金融服務。
2018年10月1日，永隆銀行正式更新名字為招商永隆銀行。
2024年12月27日，亞洲金融集團公布，連同其他股東、華僑銀行（香港）、創興保險、上海商業銀行及招商永隆代理以總代價約17.68億元悉售香港人壽予越秀企業；交易將取決於慣常的成交條件，包括但不限於監管機構的批准。

## 營業點
至2022年9月，招商永隆銀行在港共設有30家分行和私人銀行中心，並於中國內地、澳門及海外等地設立了機搆網點，擁有員工逾2000人。

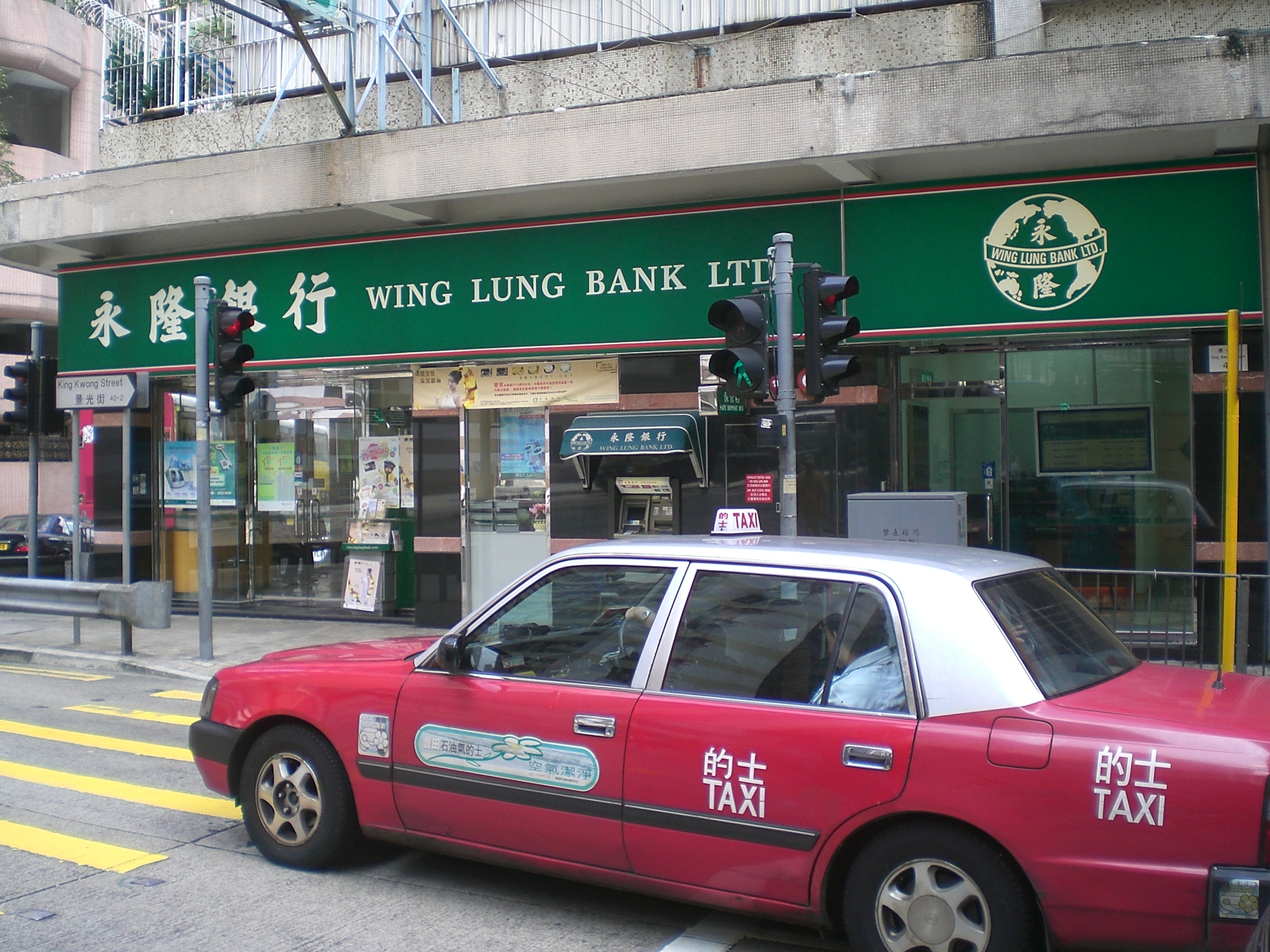
2008年的永隆银行跑马地分行（使用招行合并前的旧企业形象）
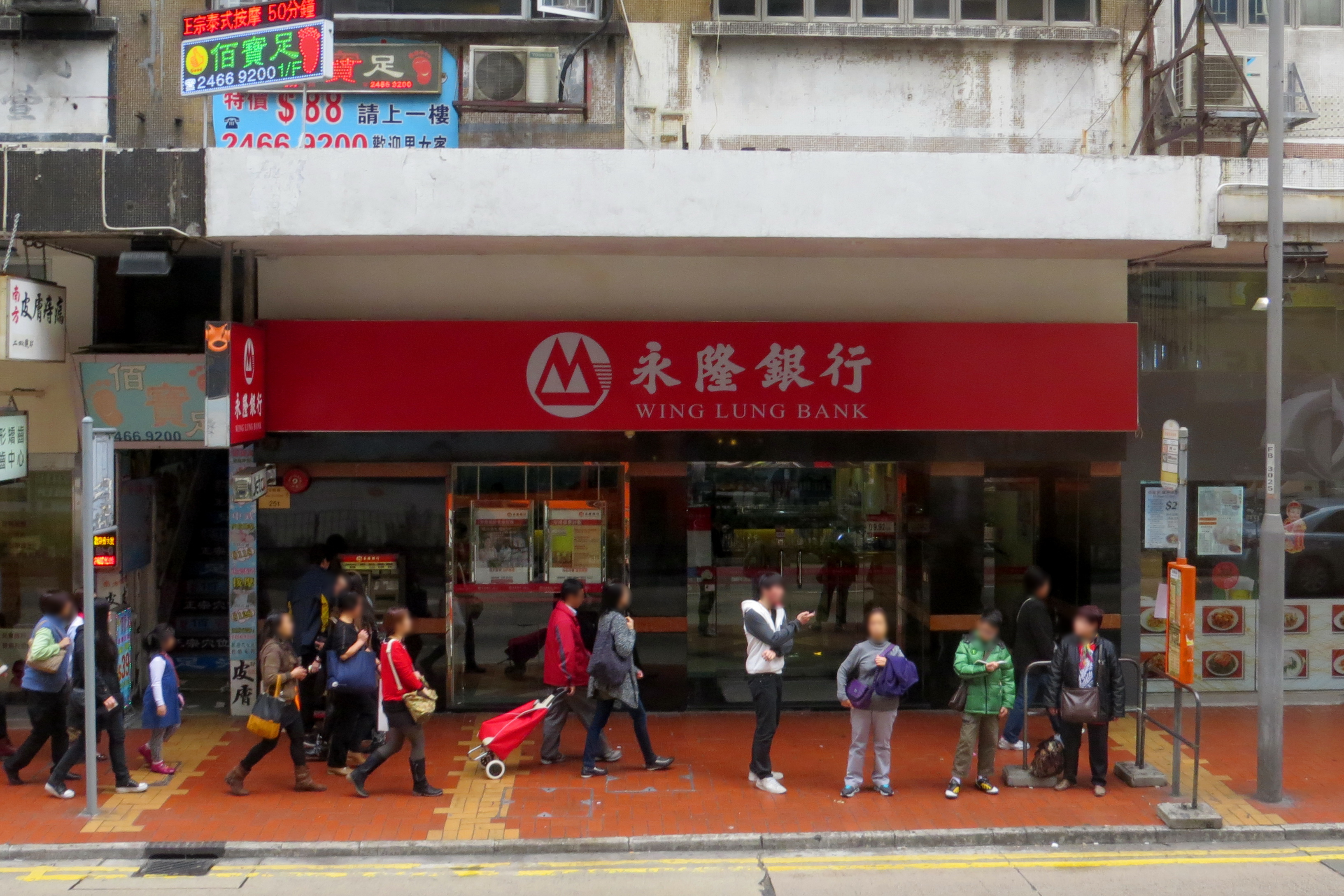
位於香港荃灣沙咀道251號的招商永隆銀行（时为永隆银行）荃灣分行
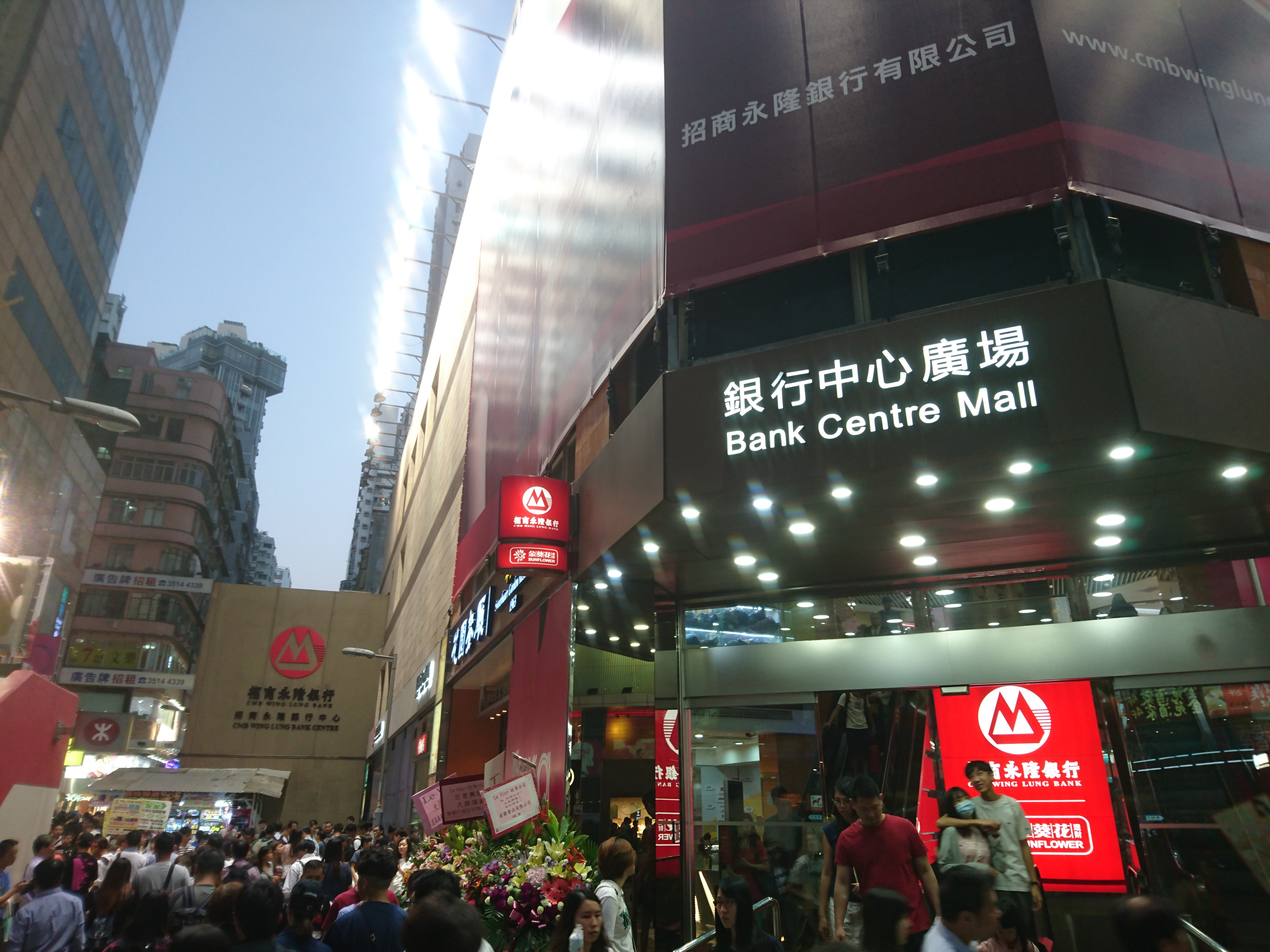
旺角的招商永隆银行中心大厦，是旺角的地标之一